# Antoni Ludenya
Antoni Ludenya, sovint escrit Ludeña o Ludenna (Almussafes, la Ribera Baixa, 23 de desembre de 1740 - Cremona, Llombardia, 1 de març de 1820) fou un jesuïta i matemàtic valencià. Entrà en la Companyia de Jesús el 1758. Pels anys de 1760 estudià filosofia a Girona. Arran de l'expulsió dels jesuïtes, promulgada amb la pragmàtica de Carles III del 1767, s'exilià a la península Itàlica, residí a Ferrara, i ensenyà física i matemàtiques a la Universitat de Camerino, a la de Parma i al Seminari Episcopal de Cremona. En 1783 i 1784, essent professor a Camerino, intervingué en controvèrsies científiques publicades al Giornale letterario del Confini d'Italia. El 1786 fou admès com a soci de l'Acadèmia de Màntua.

## Obres
- De vera et necessaria motus accelerati theoria liber singulis (en llatí).  Camerini: Vincenzo Gori, 1781.
- Prospectus Philosophiae universe, Camerino, Vincenzo Gori, 1783
- Dissertazione sopra il quesito… l'immediata connessione che i principi introdotti nella Meccanica sublime, come quelli di Maupertuis, d'Ugenio e di d'Alembert, hanno co'principi della Meccanica elementare, cioè colle Formole Galileane (en italià).  In Mantova: regio ducale stampatore Per l'erede di Alberto Pazzoni, 1788.
- Geometriae et Algebrae elementa, partes duae, Camerino, Tip. Vincenzo Gori, 1791
- Universa philosophia elementa, Camerino, Tip. Vincenzo Gori, 4 toms, 1793, 1794 i 1795
- Due opuscoli matematici («Delle force vive» i «Del flasso e reflasso dal mare») (en italià).  In Venezia: Giacomo Storti, 1793.
- Dissertazione sul quesito filosofico… cioè in quali materie, dentro a quali circonstanze, è sino a qual segno il giudizio del publico si abbia a tenere per un criterio di verità, Camerino, Tip. Vincenzo Gori, 1797
- Vera Idraulica teoria da nessuno finora dimostrata in nulla diversa dalla teoria universale della natura che si propone all'esame del publico (en italià). 2.  Cremona: presso i fratelli Manini, 1817.

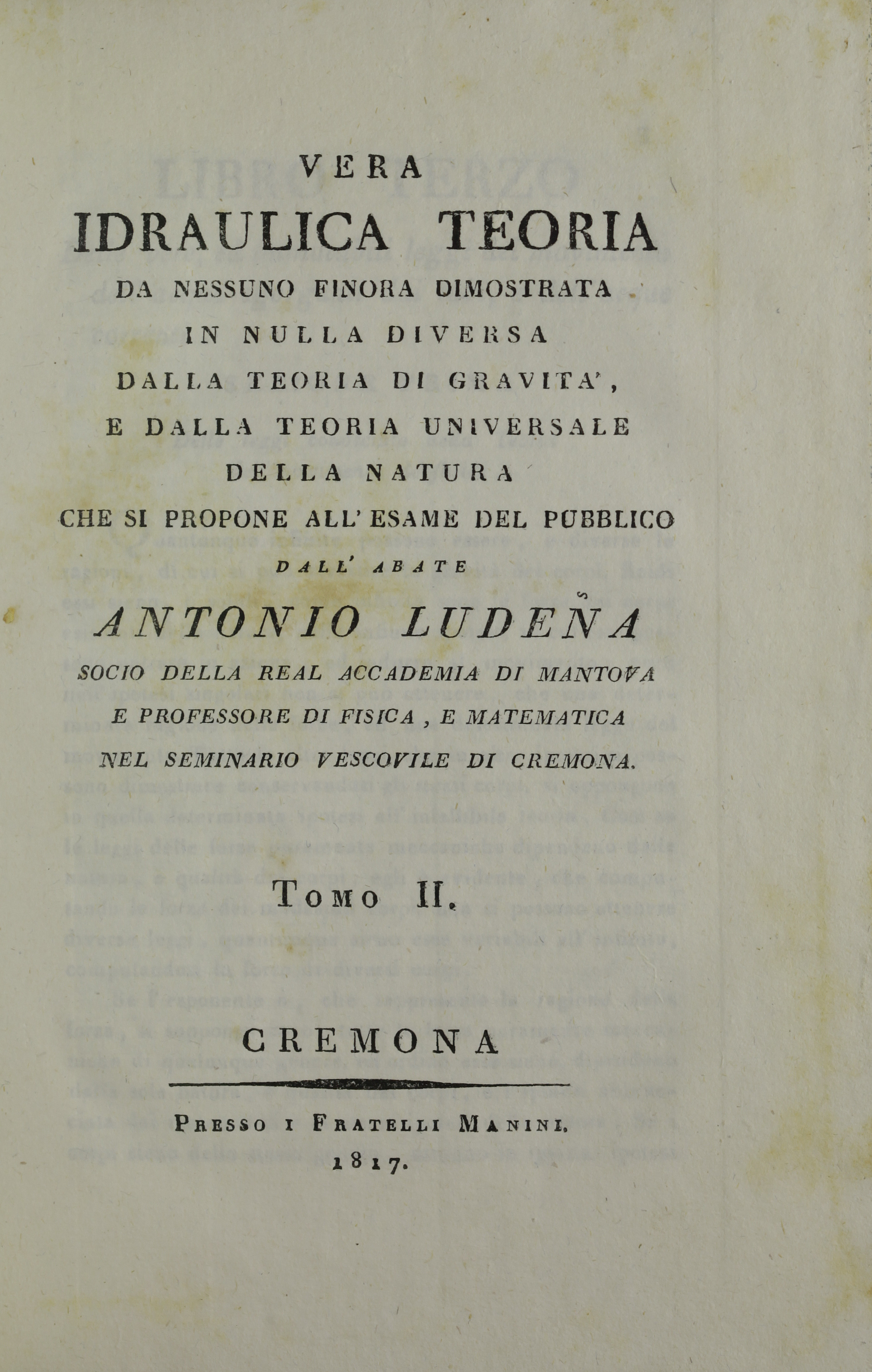
Vera idraulica teoria, 1817